# Conflicto de Tripura
El conflicto de Tripura es un conflicto armado en el estado de Tripura (India) entre las fuerzas del gobierno y los rebeldes del Frente Nacional de Liberación de Tripura (National Liberation Front of Tripura, NLFT) y Fuerza de Todos los Tigres de Tripura (All Tripura Tiger Force, ATTF), que reclaman representar al empobrecido pueblo tripuri. El NLFT fue fundado en 1989 y reclama la independencia de Tripura mientras que el ATTF (fundada en 1990) está basado en la tribu de Debbarma. Otro conflicto había estallado en aquella región en 1950.